# Шери Шартрев
Шери Шартрев (фр. Chéry-Chartreuve) насеље је и општина у североисточној Француској у региону Пикардија, у департману Ен (Пикардија) која припада префектури Соасон.
По подацима из 2011. године у општини је живело 339 становника, а густина насељености је износила 24,76 становника/km². Општина се простире на површини од 13,69 km². Налази се на средњој надморској висини од 140 метара (максималној 207 m, а минималној 92 m).

## Демографија
| 1962. | 1968. | 1975. | 1982. | 1990. | 1999. | 2011. |
| ----- | ----- | ----- | ----- | ----- | ----- | ----- |
| 292   | 305   | 279   | 271   | 293   | 309   | 339   |

График промене броја становника у току последњих година